# Narthecius monticola
Narthecius monticola är en skalbaggsart som beskrevs av Henry Clinton Fall 1907. Narthecius monticola ingår i släktet Narthecius och familjen ritsplattbaggar. Inga underarter finns listade i Catalogue of Life.